# Enis Bardhi
Enis Bardhi (makedonska: Енис Барди), född den 2 juli 1995 i Makedonien i Skopje, är en makedonsk fotbollsspelare av albanskt ursprung som spelar för spanska Levante UD.

## Karriär
I november 2013 värvades Bardhi av Prespa Birlik från Brøndby IF. I september 2014 värvades han av ungerska Újpest. Den 17 juni 2017 värvades han av Levante.